# Mateo Martín López

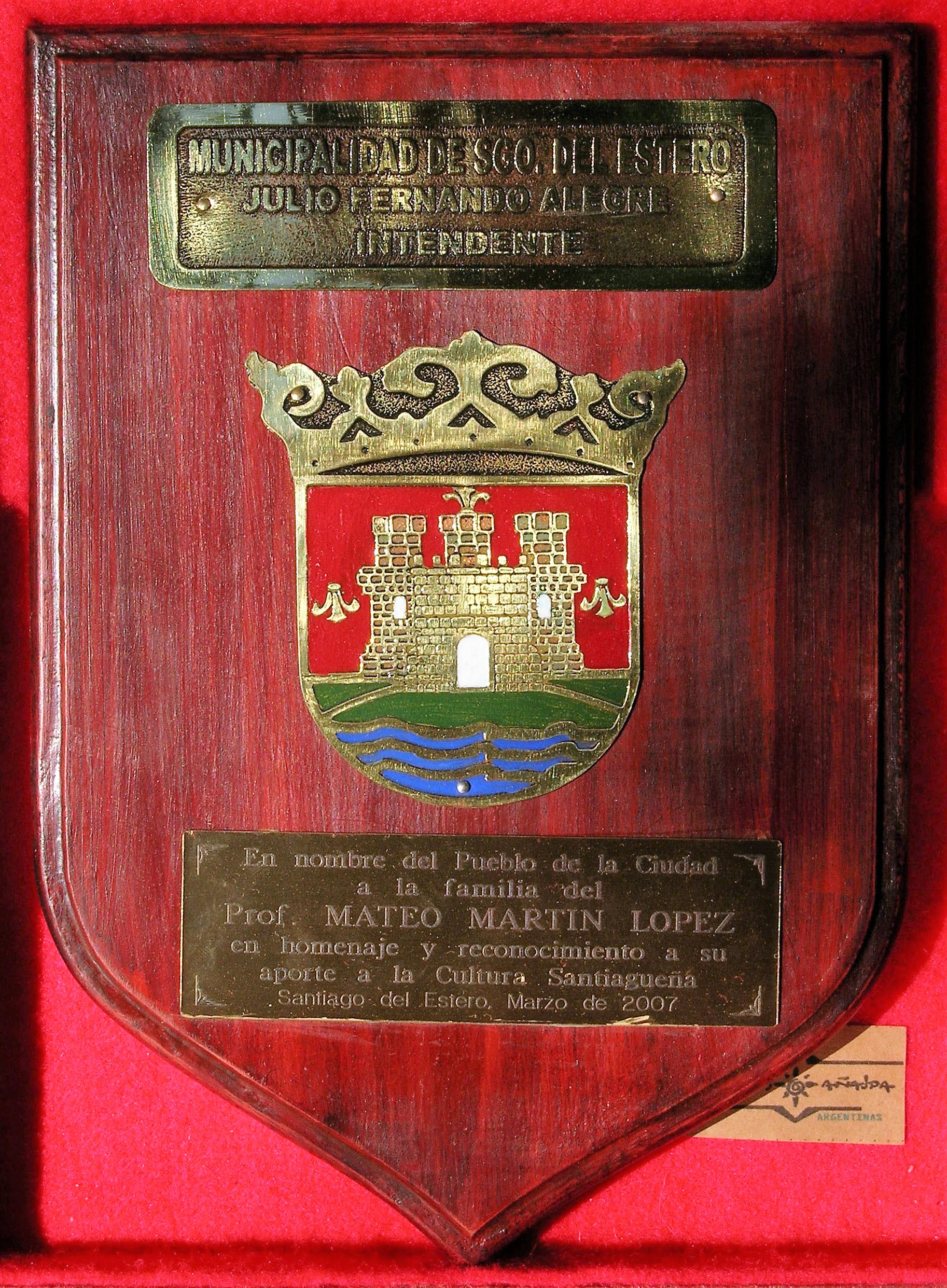
Homenaje y reconocimiento a su aporte a la cultura santiagueña.

Mateo Martín López (Almería, 18 de marzo de 1899 - Santiago del Estero, Argentina, 19 de diciembre de 1981) fue un artista plástico y docente de Bellas Artes español y naturalizado argentino que residió en Argentina desde niño.

## Biografía

### Llegada a Argentina
Llegó a la Argentina con su padre y hermanos, pequeño, a principios del siglo XX contando con cuatro años de edad. La familia primero se radicó en la provincia de Mendoza, y después el artista residió en Tucumán, Buenos Aires y finalmente Santiago del Estero.

### Estudios
Estudió en la Academia Nacional de Bellas Artes gracias a una beca, que le otorgó la Cámara de Diputados de la provincia de Tucumán, donde se recibió de profesor en 1933. También realizó perfeccionamientos en Buenos Aires.

### Radicación en Santiago del Estero
En 1938 se radicó definitivamente en Santiago del Estero, y al mismo tiempo que desarrolló la docencia en escuelas nacionales y provinciales del medio, comenzó a trabajar en su obra las costumbres y tipos santiagueños. 

## Su obra
- Los vidaleros, obra que se encuentra en la Casa de Gobierno de la provincia de Santiago del Estero.

- El santiagueño, que fue obsequiado a través del Partido Justicialista local al general Perón en 1953.

- "Santiagueña del Salado", que fue la portada de la exposición de artistas santiagueños en Buenos Aires en 1963.

- "Horizonte santiagueño", obsequiado por sus amigos al intendente de París, Julien Tardieu, en 1962.

- Armador de cajas, Verdulera santiagueña, Bolanchao, La vidala, que en 1938 obsequiaron los viajantes de Comercio de la Argentina a los de Brasil y que recibió elogios del entonces presidente brasileño Getúlio Vargas.

- El carballito.

- Añapa.

- Con la presa en la mano.

Chipacos.
- Armando un chala.

- Prendiendo un chala.

## Reconocimientos y homenajes
El poeta y escritor Juan Carlos Martínez supo decir respecto de la obra de Martín López, en un escrito publicado en El Liberal en 1982: 

Esa larga reflexión de años con su monte, su río  y su bosque, esas aventuradas criaturas humanas, cruzando la línea visual de su horizonte, deben acreditar para Mateo Martín López una tardía, pero legitima sucesión de obra, junto a la de nuestro inolvidable Ramón Gomez Cornet.

.
La poetisa española María Concepción Dapenna compuso la Elegía a la muerte de Mateo Martín López en la cual la autora revisita los títulos de los cuadros del artista para sumarlos a un "llanto" por su muerte.